# 1345 Potomac
1345 Potomac este o planetă minoră (asteroid), cu un diametru de 72,976 km, din centura de asteroizi. A fost descoperită pe 4 februarie 1908 la Taunton de Joel Hastings Metcalf⁠(d) și a fost numită după Râul Potomac. 
Obiectul prezintă o orbită caracterizată de o semiaxă mare de 3,9855656 UAi, o excentricitate de 0,18, o înclinație de 11,40158 ° în raport cu ecliptica.